# Lepus brachyurus
La liebre japonesa (Lepus brachyurus) es una especie de liebre que vive en el Japón, China, Corea y Rusia.